# Noryangjin-dong
Noryangjin-dong là một dong, phường của Dongjak-gu ở Seoul, Hàn Quốc.